# Wilson Kiprotich
Pour les articles homonymes, voir Kiprotich.
Wilson Kipsang Kiprotich (né le 15 mars 1982 dans le district de Keiyo) est un athlète kényan, spécialisé dans les courses de fond. En 2013, il établit un nouveau record du monde du marathon en 2 h 3 min 23 s. En raison de l'homonymie[Avec qui ?], il concourt souvent sous le nom de Wilson Kipsang.

## Biographie
Sur 10 000 m, il a couru en 28 min 37 s 0 à Nairobi en 2007 puis établit le temps de 2 h 4 min 57 s en 2010 lors du marathon de Francfort.
Il remporte à nouveau le marathon de Francfort le 30 octobre 2011 en réalisant la 2e meilleure performance mondiale de tous les temps en 2 h 3 min 41 s, à seulement 3 secondes du record du monde de son compatriote Patrick Makau (2 h 3 min 38 s).
En avril 2012, Wilson Kipsang remporte le marathon de Londres en 2 h 4 min 44 s, signant la deuxième meilleure performance de l'épreuve. Il fait partie des trois athlètes kényans sélectionnés pour les Jeux olympiques de Londres, avec Abel Kirui et Moses Mosop. Il y remporte la médaille de bronze, derrière Stephen Kiprotich et Abel Kirui. Le 29 septembre 2013, il remporte le marathon de Berlin, et bat par la même occasion le record du monde de la discipline en 2 h 3 min 23 s.
En juin 2014, il est battu de 8 secondes par son compatriote et lièvre Geoffrey Rono lors du semi-marathon d'Olomouc. En novembre 2014, il remporte le marathon de New York en 2 heures 10 minutes 59 secondes.
Le 26 avril 2015, il est battu de 5 secondes par son compatriote Eliud Kipchoge lors du marathon de Londres.
Le 16 septembre 2018, Kipsang termine troisième du marathon de Berlin en 2 h 6 min 48 s. Son compatriote Eliud Kipchoge établit lors de cette course le nouveau record du monde du marathon.
En juin 2020, Kipsang a été frappé d'une interdiction de quatre ans, avec effet rétroactif à janvier 2020, en raison de violations des règles antidopage, spécifiquement quatre "manquements de localisation" entre avril 2018 et mai 2019, et pour avoir altéré l'enquête en fournissant de fausses preuves.

## Palmarès

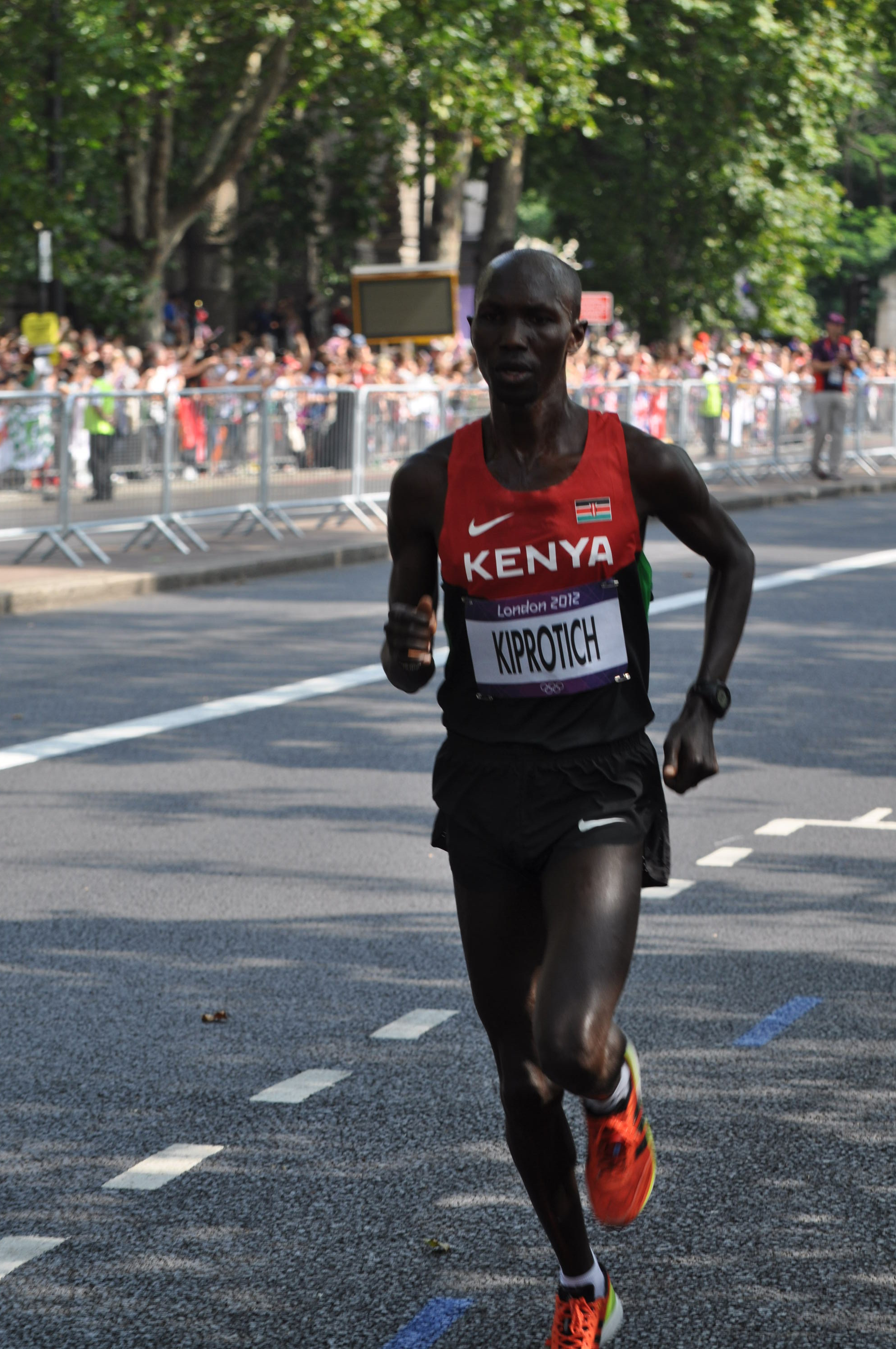
Wilson Kiprotich lors du marathon des Jeux olympiques d'été de 2012.

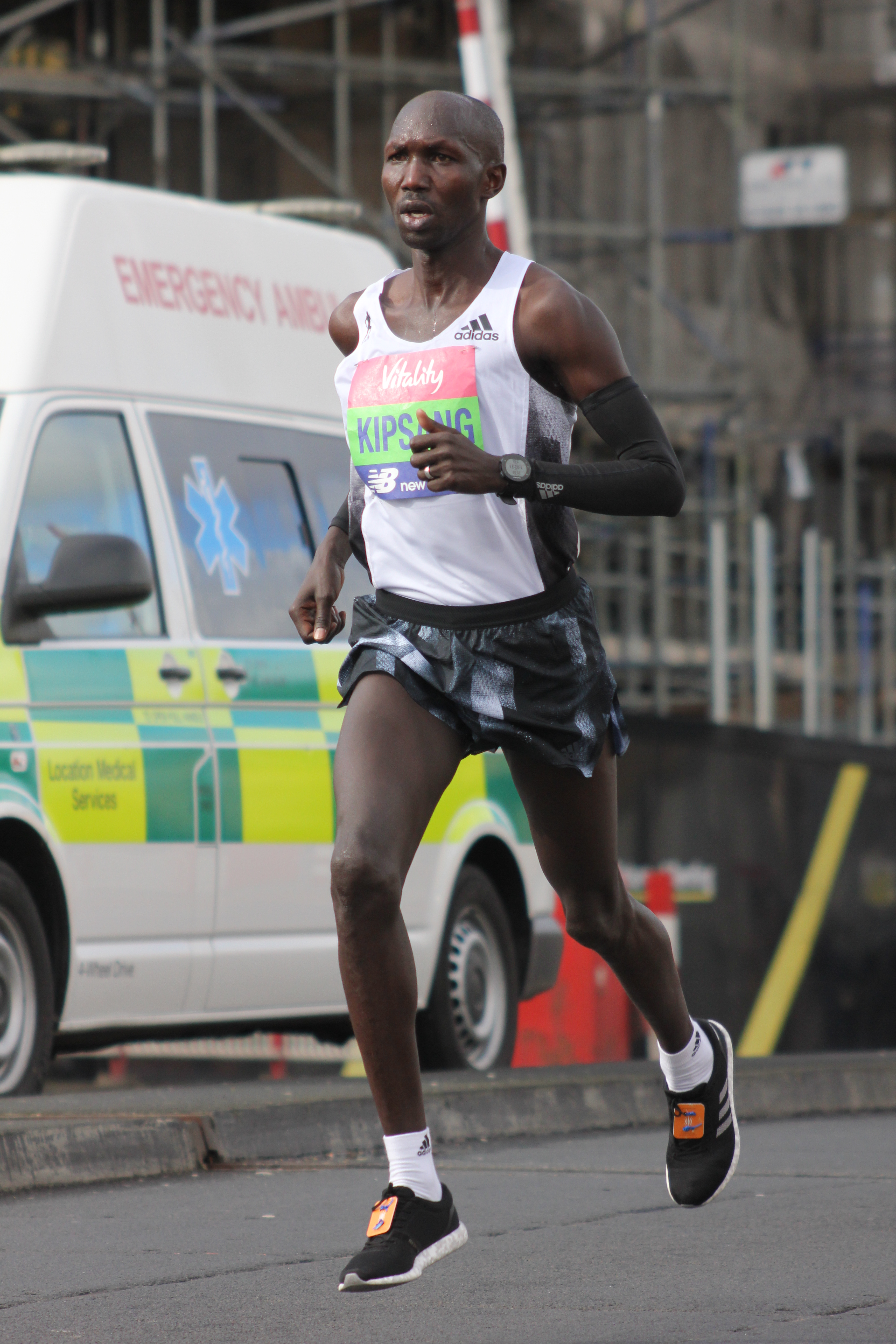
Wilson Kiprotich lors du Big Half le 10 mars 2019.

| Date | Compétition                            | Lieu                | Résultat | Épreuve       |
| ---- | -------------------------------------- | ------------------- | -------- | ------------- |
| 2009 | Semi-marathon de Ras el Khaïmah        | Ras el Khaïmah      | 2e       | Semi-marathon |
| 2009 | Championnats du monde de semi-marathon | Birmingham          | 4e       | Individuel    |
| 2009 | Championnats du monde de semi-marathon | Birmingham          | 1er      | Par équipes   |
| 2010 | Marathon de Paris                      | Paris               | 3e       | Marathon      |
| 2010 | Marathon de Francfort                  | Francfort           | 1er      | Marathon      |
| 2011 | Marathon de Francfort                  | Francfort           | 1er      | Marathon      |
| 2011 | Marathon du lac Biwa                   | Otsu                | 1er      | Marathon      |
| 2012 | Marathon de Londres                    | Londres             | 1er      | Marathon      |
| 2012 | Jeux olympiques                        | Londres             | 3e       | Marathon      |
| 2012 | Great North Run                        | Newcastle-upon-Tyne | 1er      | Semi-marathon |
| 2012 | Marathon d'Honolulu                    | Honolulu            | 1er      | Marathon      |
| 2013 | Marathon de Londres                    | Londres             | 5e       | Marathon      |
| 2013 | Marathon de Berlin                     | Berlin              | 1er      | Marathon      |
| 2014 | Marathon de Londres                    | Londres             | 1er      | Marathon      |
| 2014 | Semi-marathon d'Olomouc                | Olomouc             | 2e       | Semi-marathon |
| 2014 | Marathon de New York                   | New York            | 1er      | Marathon      |
| 2015 | Marathon de Londres                    | Londres             | 2e       | Marathon      |
| 2015 | Semi-marathon d'Olomouc                | Olomouc             | 5e       | Semi-marathon |
| 2015 | Marathon de New York                   | New York            | 4e       | Marathon      |
| 2016 | Marathon de Londres                    | Londres             | 5e       | Marathon      |
| 2016 | Marathon de Berlin                     | Berlin              | 2e       | Marathon      |
| 2017 | Marathon de Tokyo                      | Tokyo               | 1er      | Marathon      |
| 2017 | Marathon de New York                   | New York            | 2e       | Marathon      |
| 2018 | Marathon de Berlin                     | Berlin              | 3e       | Marathon      |

### Records
| Épreuve | Épreuve       | Performance    | Lieu           | Date              |
| ------- | ------------- | -------------- | -------------- | ----------------- |
| Piste   | 10 000 m      | 28 min 37 s    | Nairobi        | 26 mai 2007       |
| Route   | 10 km         | 27 min 32 s    | New Delhi      | 9 novembre 2008   |
| Route   | 15 km         | 41 min 35 s    | Ras al-Khaimah | 20 février 2009   |
| Route   | Semi-marathon | 58 min 59 s    | Ras al-Khaimah | 20 février 2009   |
| Route   | Marathon      | 2 h 3 min 13 s | Berlin         | 25 septembre 2016 |